# توني كوليدغ
توني كوليدغ (بالإنجليزية: Tony Coolidge)‏ هو منتج أفلام أمريكي، ولد في 9 يناير 1967.